# Ракош (округ Ревуца)
Ракош (словац. Rákoš) — село, громада в окрузі Ревуца, Банськобистрицький край, Словаччина. Населення — 424 особи (на 31 грудня 2017 р.).
Вперше згадується в 1318 році.

## Населення
| Рік:            | 1994. | 2004.   | 2014.   | 2024.   |
| --------------- | ----- | ------- | ------- | ------- |
| Кількість осіб: | 382   | 413     | 428     | 402     |
| Різниця:        |       | +8,11 % | +3,63 % | -6,07 % |

| Рік:            | 2023. | 2024.   |
| --------------- | ----- | ------- |
| Кількість осіб: | 405   | 402     |
| Різниця:        |       | -0,74 % |